# Argyropelecus aculeatus
Argyropelecus aculeatus is een straalvinnige vis uit de familie van diepzeebijlvissen (Sternoptychidae), orde van Draakvisachtigen (Stomiiformes). De vis kan een lengte bereiken van 7 centimeter.

## Leefomgeving
Argyropelecus aculeatus is een zoutwatervis. De soort komt voor in diep water in de Grote, Atlantische en Indische Oceaan. De diepteverspreiding is 100 tot 600 meter.

## Relatie tot de mens
Argyropelecus aculeatus is voor de visserij van geen belang. In de hengelsport wordt er weinig op de vis gejaagd.